# Едвард Блор
Едвард Блор (англ. Edward Blore; 1787, Дербі — 1879, Лондон) — британський архітектор, ландшафтний дизайнер та антиквар.

## Життєпис
Народився в місті Дербі, Англія.
Деякий час був королівським архітектором, що працював в їх офіційних резиденціях.
Добудовував Букінгемський палац після архітектора Джона Неша, але відступив від проекту Неша і створив парадний фасад більш стриманим і менш виразним.
По завершенню фасаду Блору закидали через маловиразність кінцевого варіанту. А король Георг V ініціював перебудову фасаду у 1913 (за проєктом архітектора сера Астона Вебба).
Представник стилю еклектика, Едвард Блор мав відношення до проектування приватних осель в Шотландії.
У 1841 обраний членом Королівського товариства вивчення натуральної історії (тогочасна Академія наук).
Серед приятелів архітектора — письменник Вальтер Скотт.
Помер у 1879, похований на цвинтарі Гайгейт в Лондоні.

## Учні Блора
- Вільям Мейсон
- Філіп Чарльз Хардвік
- Фредерік Меррібл

## Вибрані твори
- Букінгемський палац, завершив будівництво після архітектора Джона Неша; проект фасаду Букінгемського палацу на внутрішній двір;
- Вежа Солсбері (відновлення), Віндзорський замок;
- Ламбетський палац (лондонська резиденція архиєпископа Кентерберійського);
- Воронцовський палац — літня резиденція князя, новоросійського генерал-губернатора Михайла Воронцова, м. Алупка, Крим;
- Свято-Миколаївський храм у Старій Ігрені, що є сучасною східною місцевістю міста Дніпро; зведена на земля графа Михайла Воронцова;
- Проект Будинку уряду, м. Сідней, Австралія та інші.

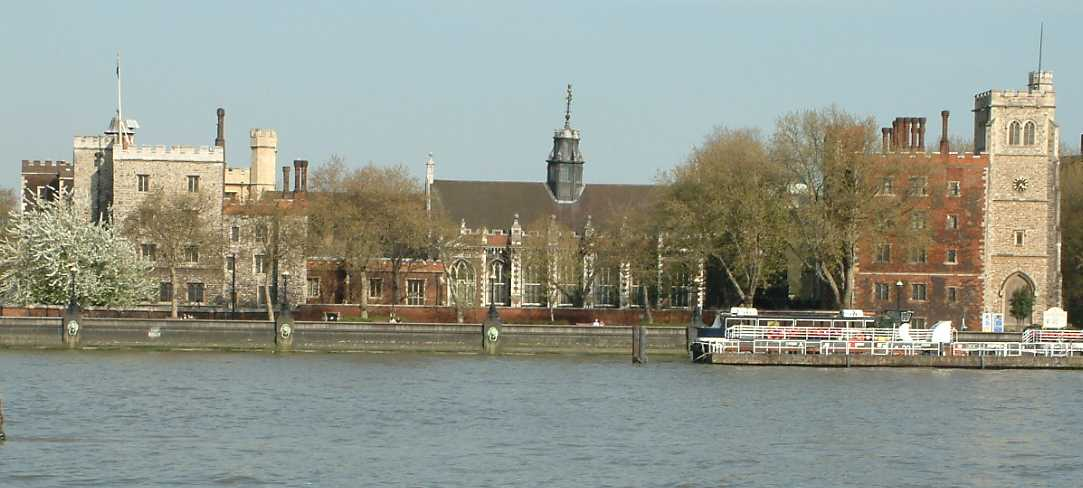
Ламбетський палац (лондонська  резиденція архиєпископа Кентерберійського).
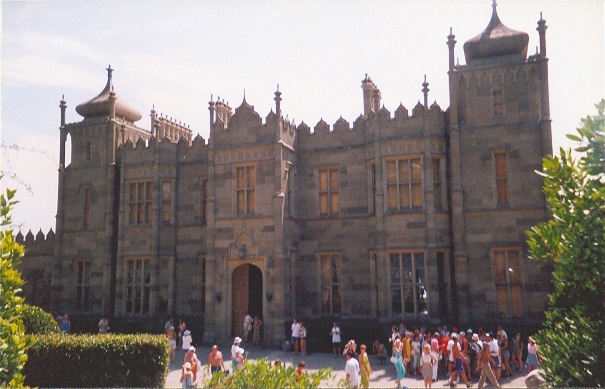
Воронцовський палац , Алупка, Крим
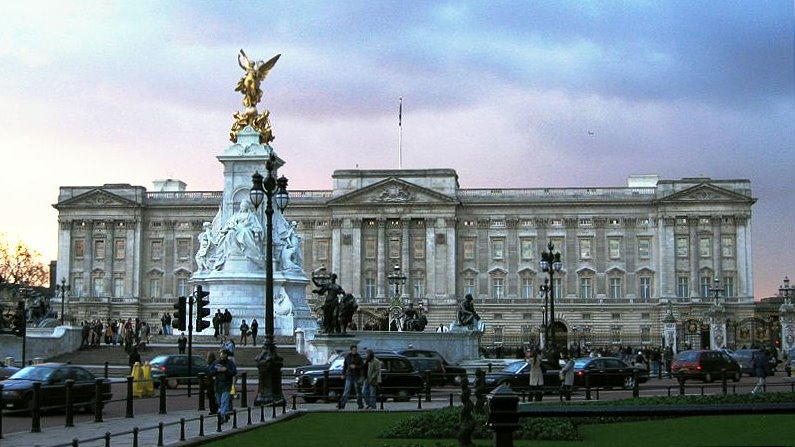
Букінгемський палац, фасад перебудовано у 1913 р.